# Нікулінська
Ніку́лінська (рос. Никулинская) — присілок у складі Верховазького району Вологодської області, Росія. Входить до складу Липецького сільського поселення.

## Населення
Населення — 24 особи (2010; 31 у 2002).
Національний склад (станом на 2002 рік):
- росіяни — 100 %